# Шляпин, Юрий Александрович
Юрий Александрович Шляпин (11 января 1932, Москва — 8 июля 2009, Москва) — советский ватерполист, бронзовый призёр Олимпийских игр. Заслуженный мастер спорта СССР (1972). Президент футбольного клуба «Спартак» Москва (с сентября 1987 по июль 1993). Похоронен на Троекуровском кладбище города Москвы.

## Карьера
На Олимпийских играх 1956 года в составе сборной СССР выиграл бронзовую медаль. На турнире провёл 7 матчей.
В составе сборной РСФСР стал победителем Спартакиады 1956 года.

## Семья
Жена — Клавдия Сергеевна Лепанова (1923—1975), советская актриса. Похоронена в Москве на Калитниковском кладбище.